# Randy VanWarmer
Randy VanWarmer (30 marzo 1955 – 12 gennaio 2004) è stato un cantautore statunitense.
Il suo brano più conosciuto è Just When I Needed You Most, datato 1979. Originario del Colorado, morì a soli 48 anni a causa della leucemia.

## Discografia
- 1979 – Warmer
- 1980 – Terraform
- 1981 – Beat of Love
- 1983 – The Things That You Dream
- 1988 – I Am
- 1990 – Every Now and Then
- 1994 – The Third Child
- 1994 – The Vital Spark
- 1996 – Sun, Moon and Stars
- 2005 – Sings Stephen Foster
- 2006 – Songwriter